# Triops granarius
Triops granarius là một loài giáp xác có sự phân bố rộng từ Châu Phi và Trung Đông đến Trung Quốc và Nhật Bản. Chúng có thân thon dài và cánh tà lớn. Không giống như hầu hết các loài Triops. Con đực chiếm 40% dân số của loài này. Con đực có thể được phân biệt bởi màu sắc tối của chúng.